# 金貓
金猫（学名：Catopuma temminckii）也称 亚洲金猫，中國古代稱 彪，是一种生活在亚洲热带到亚热带林区的中型猫科动物。其学名是为了纪念19世纪荷兰动物学家康拉德·雅各·特明克。

## 分類
1827 年最初被归入猫属，1858 年被归入新建的金猫属，由于和云猫（石纹猫）存在较近的亲缘关系，2007 年美国学者 Warren E Johnson 将其与婆罗洲金猫一同划入云猫属（纹猫属），现行分类则将两种金猫重新划归金猫属。

## 形态特征
金猫的毛色极为多变，且不同色型的金猫在中国有着不同的俗称：大部分金猫体呈棕红色或金褐色，称 红椿豹，一些灰色个体称 芝麻豹，甚至还有黑色个体被称为 墨豹；通常金猫只在头面部、颈部下方、胸腹部和四肢长有斑纹，而某些个体的躯干长有金褐相杂的花斑，与豹猫（狸猫）相似，称 狸豹。多数金猫两眼内侧各有一条带黑边的纵向白纹，额部有黑褐色与灰白色相间的纵纹，从眉弓处延伸至头部后方。
金猫为中小型猫科，头至身体全长 66-105 cm，尾长约 40-57 cm，肩高约 56 cm，体重 12-16 kg，是家猫的 2-3 倍大。

## 生活习性
金猫是独居动物，栖息于落叶林、亚热带常绿阔叶林和热带雨林，偶尔也会出现在相对开阔的地带。由于行踪隐秘，人们对野生金猫的习性所知较少。研究者指出金猫主要在夜间活动，最近的研究则显示有些金猫的活动并没有很多规律。金猫一般在地面上捕食，但也能攀爬到高处，捕食方式为猫科动物典型的伏击，以啮齿类、鸟类、蜥蜴和其他小型动物为食，有时也会捕捉幼鹿，还会成对地捕捉较大的猎物。
金猫的性成熟年龄为 18-24 个月，孕期约 80 天，每胎一崽。幼猫产在树洞、岩穴等隐秘处。金猫在圈养条件下寿命可超过 19 年，但野外种群的平均寿命要短得多。